# Filiolus baratovi
Filiolus baratovi là một loài ruồi trong họ Asilidae. Filiolus baratovi được Lehr miêu tả năm 1995. Loài này phân bố ở vùng Cổ Bắc giới.